# Jesus ben Damneus
Jesus ben Damneus (Griechisch: Ἰησοῦς του Δαμναίου, Hebräisch: ישוע בן דמנאי, Yeshua` ben Damnai), auch Jesus Sohn des Damneus, war ein Hohepriester am Herodianischen Tempel in Jerusalem. Er wurde 62 nach Christus zum Nachfolger des von König Herodes Agrippa II. nach nur dreimonatiger Amtszeit abgesetzten Ananus ben Ananus ernannt. Ananus ben Ananus war durch die von ihm veranlasste Ermordung des Jakobus, dem Bruder von Jesus von Nazareth, sowohl bei König Herodes Agrippa als auch bei dem Statthalter Lucceius Albinus und den Pharisäern in Ungnade gefallen. Jesus ben Damneus wurde bereits nach einem Jahr von König Agrippa durch Joshua ben Gamla ersetzt.
Der Name Jesus ben Damneus führte in der Wissenschaft zu heftigen Spekulationen. Schrieb doch Flavius Josephus: „Er versammelte daher den hohen Rat zum Gericht und stellte vor dasselbe den Bruder des Jesus, der Christus genannt wird, mit Namen Jakobus, sowie noch einige andere, die er der Gesetzesübertretung anklagte und zur Steinigung führen ließ.“ Viele Wissenschaftler hielten „der Christus genannt wird“ für einen später hinzugefügten Zusatz. Ohne diesen Zusatz wäre mit Jakobus wohl der Bruder von Jesus ben Damneus gemeint gewesen. Heutzutage halten die meisten Wissenschaftler die gesamte Aussage des Josephus für authentisch. Auch die Reihenfolge spricht gegen die Theorie, wird doch Jakobus zuerst und Jesus ben Damneus erst später genannt.